# それは僕たちの奇跡
- ラブライブ! > μ's > それは僕たちの奇跡
- ラブライブ! > ラブライブ!のディスコグラフィ > それは僕たちの奇跡

「それは僕たちの奇跡」（それはぼくたちのきせき）は、μ'sによるシングルで、楽曲はテレビアニメ『ラブライブ！』の第2期オープニングテーマ。2014年4月23日にLantisから発売された。

## 概要
テレビアニメ『ラブライブ！』の第2期オープニングテーマとして起用された。
シングルの初回生産分には『ラブライブ！スクールアイドルフェスティバル』の限定覚醒済みRカード3枚が入手できるシリアルコードが1個（全3種）ランダムで付属する。また、法人特典としてうちわ・ブロマイド・マイクロファイバークロス・ポストカード・クリアファイル・ミニ下敷き・ジャケットステッカー・ポートレート・アナザージャケットが商品1つにつき1枚付属する。また、ノンテロップオープニングを収録したDVDも付属し、「μ'sの目指せ！No.1！！カード」1枚（全9種）がランダムで封入されている。
キャッチコピーは「残された時間、頂点を目指して走り続けようっ!」。
μ'sの初出場となった第66回NHK紅白歌合戦（2015年12月31日放送）で歌唱曲となり、南條愛乃を除く8人によってこの曲が披露された。その前には新たにアニメーション（9人全員登場）も追加された。

## チャート成績
4月22日付のオリコンデイリーランキングでは4位にランクインし、23日付では2位に浮上した。5月5日付のオリコン週間ランキングでは自身最高記録となる初動6.6万枚で初の週間3位にランクインした。
発売5週目には累計売上が8.7万枚に到達し、「タカラモノズ/Paradise Live」を抜き『ラブライブ！』のシングル作品としては当時の最高セールスとなった。
発売24週目となる2014年10月13日付のオリコン週間シングルチャートで累計売上が10万枚に到達。2010年8月のデビュー以来、グループ初の10万枚突破を成し遂げた。キャラクターのシングルCDの10万枚突破は、放課後ティータイムの「NO,Thank You!」「Utauyo!!MIRACLE」が2010年8月23日付のオリコン週間シングルチャートで記録して以来、4年ぶり。
サウンドスキャンの週間ランキングでは2作連続となる1位を獲得した。また、ビルボードのHot Animationにおいても4作連続となる1位を獲得し、HOT 100でも最高位となる2位を獲得した。
第66回NHK紅白歌合戦の放送週となった2016年1月11日付のHot Animationでは3位にランクインし、約1年10ヶ月ぶりにトップ3入りを果たした。
また、このシングルでラブライブ関連楽曲の総出荷枚数が100万枚を突破した。

## 収録曲
- CD

全作詞：畑亜貴
1. それは僕たちの奇跡
  - 作曲・編曲：黒須克彦
  - 第2期第1話ではEDとして使用。
2. だってだって噫無情
  - 作曲：江並哲志、編曲：増田武史
  - 和風調の曲。μ'sのライブで歌唱される際は必ず「輝夜の城で踊りたい」の次の曲として披露されており、振り付けも繋がる仕組みがなされている。
3. それは僕たちの奇跡 (Off Vocal)
4. だってだって噫無情 (Off Vocal)

- DVD

1. 「それは僕たちの奇跡」ノンテロップオープニング

## 収録アルバム
| 曲名               | アルバム                                    | 発売日        | 備考           |
| ------------------ | ------------------------------------------- | ------------- | -------------- |
| それは僕たちの奇跡 | 『μ's Best Album Best Live! Collection II』 | 2015年5月27日 | ベストアルバム |
| だってだって噫無情 | 『μ's Best Album Best Live! Collection II』 | 2015年5月27日 | ベストアルバム |